# Château de la Pervenchère
Le château de la Pervenchère est un château situé à Casson (Loire-Atlantique), en France.

## Localisation
Le château est situé à environ 5 km à l'est du bourg de Casson, 1 km des rives de l'Erdre et 500 mètres du canal de Nantes à Brest.

## Historique

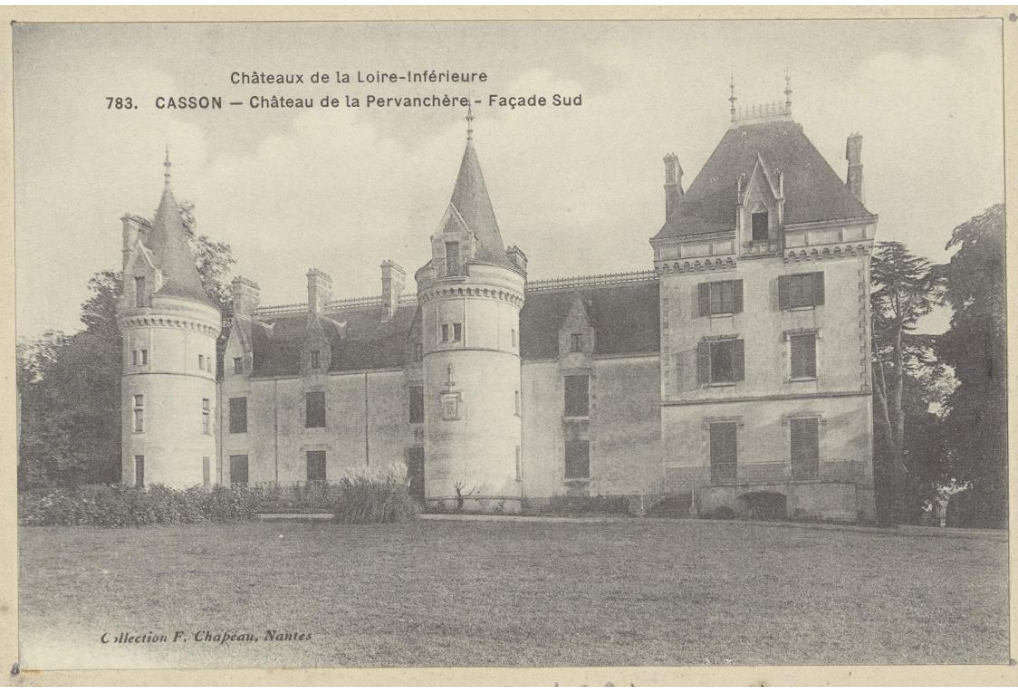
Facade sud du château.

En 1430, le domaine avait pour nom « La Pernochère » en référence à son fondateur Jean Pernochère. Il s'agit alors un petit manoir construit au milieu de terres vastes et giboyeuses.
En 1774, la Pervechère est acquise par Georges Richard de la Pervenchère (ou « de le Pervanchère »), issu une grande famille d'armateurs nantais, les Richard, qui embellissent le château. son fils Pierre Richard de la Pervenchère deviendra maire de Nantes avant la Révolution.
En 1840, le château connait l'apogée de son rayonnement : les fils du roi Louis-Philippe y viennent souvent pour participer à des chasses qui se terminent par de somptueux banquets. Napoléon III aurait également participé à des parties de chasse et dormit dans l'impressionnant lit à baldaquin dans la fameuse "chambre du fantôme"
En 1965, la ville de Nantes acquiert le domaine (qui était alors sous la possesion de la famille J.J. Mattmann qui y faisait un élevage de visons et avait une fabrique de produits d'entretien, la maison "TIP-TOP) pour en faire un centre aéré et un lieu de séminaires. 
En 1982, on y organise les championnats de France de montgolfières, puis un an plus tard les championnats du monde. 
Depuis 2004, La Pervenchère est redevenue une propriété privée, à la suite de son rachat par un promoteur immobilier qui y installa ses bureaux et loua château et dépendances pour l'organisation de séminaires et de loisirs (golf). La propriétaire suivante fut une femme d'affaires chinoise qui l'acquis au milieu des années 2010. Une vente aux enchères a été organisée en février 2018. Le président du FC Nantes Waldemar Kita qui souhaitait délocaliser la section professionnelle du club en dehors de l'actuel centre sportif de la Jonelière était intéressé par le domaine, mais a dû y renoncer face au coût de l'opération.
Des marchands de biens ont remporté les enchères pour recouper et vendre le domaine par lots, pour occupation privée. Le château est actuellement proposé à la location pour séminaires et évènements par la société Ciron immobilier.